# 日本大学藤沢高等学校・中学校
日本大学藤沢高等学校・藤沢中学校（にほんだいがくふじさわこうとうがっこう・ふじさわちゅうがっこう）は、神奈川県藤沢市亀井野にある私立中学校・高等学校。
日本大学の正付属校で、生物資源科学部（旧・農獣医学部）併設校。略称・通称「日大藤沢」「日藤(にちふじ)」。

## 概要
部活動、特に運動部が盛んであり、全国大会出場経験もある（硬式野球部・サッカー部・柔道部・水泳部・レスリング部・ウエイトリフティング部・テニス部・ソフトテニス部ほか）。硬式野球部は1990年春（第62回）に春夏通じて甲子園初出場、名門・高知高校に14-0で勝利し初戦を突破、1995年には激戦区第77回全国高等学校野球選手権大会神奈川県予選を制覇、夏（第77回）に悲願の初出場を果たし、二回戦で春（第67回）の優勝校である観音寺中央にサヨナラ勝ちした。1998年春（第70回）にも出場し、元ヤクルトの館山昌平を擁してベスト4に進出した。2007年春（第79回）も出場。サッカー部も平成29年度高校総体で準優勝。水泳部も2018年と2019年高校総体で女子が優勝。1983年にはラグビー部が花園に悲願の初出場。軟式野球部も全国高等学校軟式野球選手権大会に4度（1961年・1967年・1979年・1985年）出場、ウエイトリフティング部は全国大会常連で強豪であり2024年にインターハイ3連覇を果たす。また、正道会館系真正会「カラテ部」も近年力を付け健闘している。
開校時から男女共学である。
男子制服は、開校以来1984年4月の入学生まで、校章と共に旧制日大予科より受け継がれた日大伝統の校章入り金ボタン前5個・袖各2個の詰襟黒標準学生服・黒革制靴。1970年代中頃まで紐付き黒革制靴・黒靴下・制帽着用必須であった。
1985年4月の入学生から、男子制服をブレザーに変更。女子制服は開校以来シンプルな濃紺ブレザーだったが、男子制服変更に伴いデザインが大幅に変更。
校舎は2001年度に新築されたもので、冷暖房が完備されている。
開校60周年を記念して、2009年4月には、日本大学藤沢中学校を併設した。
2012年9月より新たな中学校校舎の使用が始まった。NFグラウンドというトラックと人工芝を兼ねたグラウンドができ、サッカーやラグビーの大会等で使われている。

## 沿革
（沿革節の主要な出典は公式サイト）
- 1949年（昭和24年）-  神奈川県藤沢市亀井野1866番地（現在地）に日本大学農林高等学校として創設。
- 1950年（昭和25年）- 日本大学藤沢高等学校に校名組織変更、普通課程高校に。
- 1951年（昭和26年）- 日本大学横須賀高等学校[5]を併合。
- 1961年（昭和36年）- 工業化学科設置。
- 1962年（昭和37年）- 電気科設置。
- 1981年（昭和56年）3月 - 工業化学科・電気科廃止[6]。
- 2009年（平成21年) 4月 - 日本大学藤沢中学校を創設。

## 交通
- 六会日大前駅（小田急江ノ島線） 徒歩8分（日本大学生物資源科学部内を通過）

## 著名な出身者

### 芸能関係
- さんきゅう倉田 - 芸人
- 林愛夏 - 歌手
- 柳ジョージ - 歌手
- 阿部まりな - モデル
- 井上真央 - 女優
- 瀬川亮 - 俳優
- 久野秀隆 - 俳優
- 小松成美 - ノンフィクション作家
- 佐伯伽耶 - 女優・歌手
- 古川琴音 - 女優
- ふるやいなや(スーパーニュウニュウ) - 芸人

### サッカー選手
- 鈴木健仁 - 元Jリーグ・横浜マリノス 他
- 高田栄二 - 元Jリーグ・川崎フロンターレ
- 有馬賢二 - 元Jリーグ・柏レイソル 他
- 内藤友康 - Jリーグ・福島ユナイテッド
- 田場ディエゴ - Jリーグ・YSCC横浜
- 住吉ジェラニレショーン - Jリーグ・サンフレッチェ広島
- 鈴木輪太朗イブラヒーム - Jリーグ・アスルクラロ沼津
- 田代琉我 - Jリーグ・アルビレックス新潟
- 中村帆高 - Jリーグ・町田ゼルビア
- 桐蒼太 - Jリーグ・いわてグルージャ盛岡
- 森重陽介 - ブラジル セリエD・シアノルテFC
- 植村洋斗 - Jリーグ・ジュビロ磐田
- 青木駿人 - Jリーグ・徳島ヴォルティス

### 柔道家
- 楢崎教子（旧姓 菅原） - 元柔道選手
- 落合正利 - 柔道家
- 小川武志 - 柔道家

### 野球選手
- 根鈴雄次 - 元野球選手（独立リーグなど）･中退
- 鎌野裕 - 元プロ野球選手
- 嶋田信敏 - 元プロ野球選手
- 渡邉博幸 - 元プロ野球選手
- 河野亮 - 元プロ野球選手
- 尾形佳紀 - 元プロ野球選手
- 麻生知史 - 元プロ野球選手
- 山本昌 - 元プロ野球選手
- 館山昌平 - 元プロ野球選手
- 黒羽根利規 - 元プロ野球選手
- 金子一輝 - 元プロ野球選手
- 牧原巧汰 - プロ野球選手（福岡ソフトバンクホークス）
- 柳澤大空 - 元プロ野球選手
- 栄村隆康 - パ・リーグ審判員
- 三原昇 - 元社会人野球選手
- 荒井直樹 - 高校野球指導者
- 山本秀明 - 同校硬式野球部監督

### ラグビー選手
- 古賀淳 - 元トップリーグ・三洋電機ワイルドナイツ
- 元吉和中 - 元トップリーグ・サントリーサンゴリアス
- 武井敬司 - 元トップリーグ・NECグリーンロケッツ

### その他
- 藤岡希隆 - 元ミスタースリムカンパニー
- 仲野信市 - 元プロレスラー(中退)
- 佐藤文机子 - ライフセービング
- 五十嵐千尋 - 競泳選手。リオデジャネイロオリンピック・東京オリンピック日本代表。
- 本多灯 - 競泳選手、2020年東京オリンピック日本代表
- 平井瑞希 - 競泳選手、2024年パリオリンピック日本代表
- 渥美修一郎 - 実業家